# Karsologie
Karsologie představuje interdisciplinární vědní obor, zabývající se výzkumem krasu. Ekvivalentem názvu oboru je termín karstologie, který vychází z německého označení oboru.
Objektem zkoumání karsologie je krasová krajina se všemi svými prvky, tj. biotickými, abiotickými a socioekonomickými. Karsologie využívá při tomto výzkumu metody věd geologických a geografických, jakož i archeologie. Aplikace uvedených metod v terénu, tedy velmi často v jeskyních, které představují mnohdy poslední neprobádanou „divočinu“ (alespoň v rozvinutých zemích Evropy), si vyžaduje nezřídka využití pomocných metod a speciální techniky, které uvedené prostory zpřístupní badatelům, tedy včetně techniky alpinismu či třeba potápění.

## Historie karsologie
V průběhu vývoje člověka představovaly jeskyně přirozené útočiště v nehostinném a nepřátelském prostředí. Již pozůstatky prvních předchůdců člověka - australopitéků - jsou v jižní Africe nacházeny v jeskyních. Jsou staré asi 2 - 3 miliony let. Kosti však do jeskyní zatáhli spíše masožravci, kteří australopitéky lovili. Nelze však vyloučit, že australopitékové využívali vstupní části jeskyně jako dočasný úkryt před nepřízní počasí.
Zástupci rodu Homo již jeskyně obývali a využívali pro své obřady, později se jeskyně stávaly spíše dílnami a kultovními místy.
První písemná zmínka o jeskyních - spis Kniha o horách - pochází ze starověké Číny z roku 221 př. n. l., popisoval některé jeskyně v severní Číně.